# Miles de Plancy

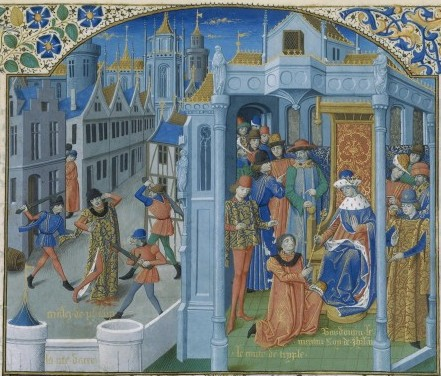
Miniatura przedstawiająca zabójstwo Milona de Plancy

Miles de Plancy, znany również jako Milon, Milo (zm. 1174) – seneszal Jerozolimy w latach 1166–1174, pan Montréalu i Zajordania w latach 1173–1174, regent Jerozolimy w 1174.

## Życiorys
Urodził się w Szampanii. Przybył do Ziemi Świętej na początku lat 60. XII wieku i służył królowi Amalrykowi I, z którym był daleko spokrewniony. Amalryk mianował go seneszalem Jerozolimy, a w 1167 Miles brał udział w wyprawie go Egiptu. Zachęcił Amalryka do zawarcia pokoju z Egiptem zamiast zbrojnie go najeżdżać i plądrować. Kiedy Amalryk powrócił do Jerozolimy, Egipt szybko dostał się w ręce Nur ad-Dina, potem Egipt i Syria zostały zjednoczone pod panowaniem Saladyna.
W 1170 Templariusze wybudowali fortecę w Gazie, aby broniła ona drogi z Egiptu do Jerozolimy. Kiedy twierdza została zaatakowana, Miles nie pozwolił aby w środku schronili się okoliczni nieuzbrojeni mieszkańcy. W 1173 Miles poślubił Stefanię de Milly, córkę Filipa de Milly, wdowę po Humphrey'u III z Toron. Dzięki temu małżeństwu, Miles został panem zamku Montréal i panem Zajordania. Zamek Montréal był jednak nabytkiem kontrowersyjnym; Stefania odziedziczyła go po śmierci młodej siostrzenicy - Beatrice de Brisebarre. Wcześniej ojciec Beatrice - Walter III de Brisebarre został zmuszony do zrzeczenia się Bejrutu, w zamian dostał pieniądze i właśnie Montréal, który należał do jego szwagierki. Ród de Brisebarres nie pogodził się z faktem, że zamek trafił do Milesa - rodzina zachowała urazę i to sprawa zamku Montréal prawdopodobnie doprowadziła do zamordowania Milesa.
W 1174 zmarł król Amalryk, a jego syn i następca – Baldwin IV, mimo że chorował na trąd został koronowany na pełnoprawnego króla. Miles został nieformalnym regentem. Kiedy Miles odmówił konsultowania się z innymi baronami w żadnej sprawie, baronowie poczuli się obrażeni, a szczególnie ci, którzy urodzili się w Ziemi Świętej - nie przybyli do niej jak Miles. Hrabia Rajmund III z Trypolisu przybył do Jerozolimy i zgłosił siebie na nowego regenta, ponieważ był najbliżej spokrewniony z królem wśród innych baronów. Poparli go między innymi ojczym króla - Reginald z Sydonu, Humphrey II z Toron (dziadek pasierba Milesa) oraz bracia Baldwin i Balian z Ibelinu.
W październiku 1174, Miles został zamordowany w Akce. Regni Iherosolymitani Brevis Historia wini za jego śmierć Waltera III de Brisebarre, byłego pana Bejrutu i jego brata Gwidona. Walter poślubił Helenę de Milly, starszą siostrę Stefanii, żony Milesa, co wzmacnia tylko jego motyw. Wilhelm z Tyru twierdzi, że bracia de Brisebarre i tak już rozżaleni zostali dodatkowo podburzeni przez politycznych oponentów Milesa. Nie ma dowodu, że Rajmund III miał coś wspólnego z tą sprawą, ale to on najwięcej skorzystał na śmierci Milesa. Wilhelm z Tyru wspomina również, że Miles zginął ponieważ był lojalny wobec króla i nie chciał się zgodzić na odłączenie jakichkolwiek ziem od korony.
Kilka dni po zamordowaniu Milesa, Wysoka Rada oficjalnie ogłosiła Rajmund III regentem. Stefania, wdowa po Milesie, w 1176 poślubiła Rejnalda z Chatillon, wdowca po Konstancji z Antiochii.